# Восточные карпаторусинские говоры

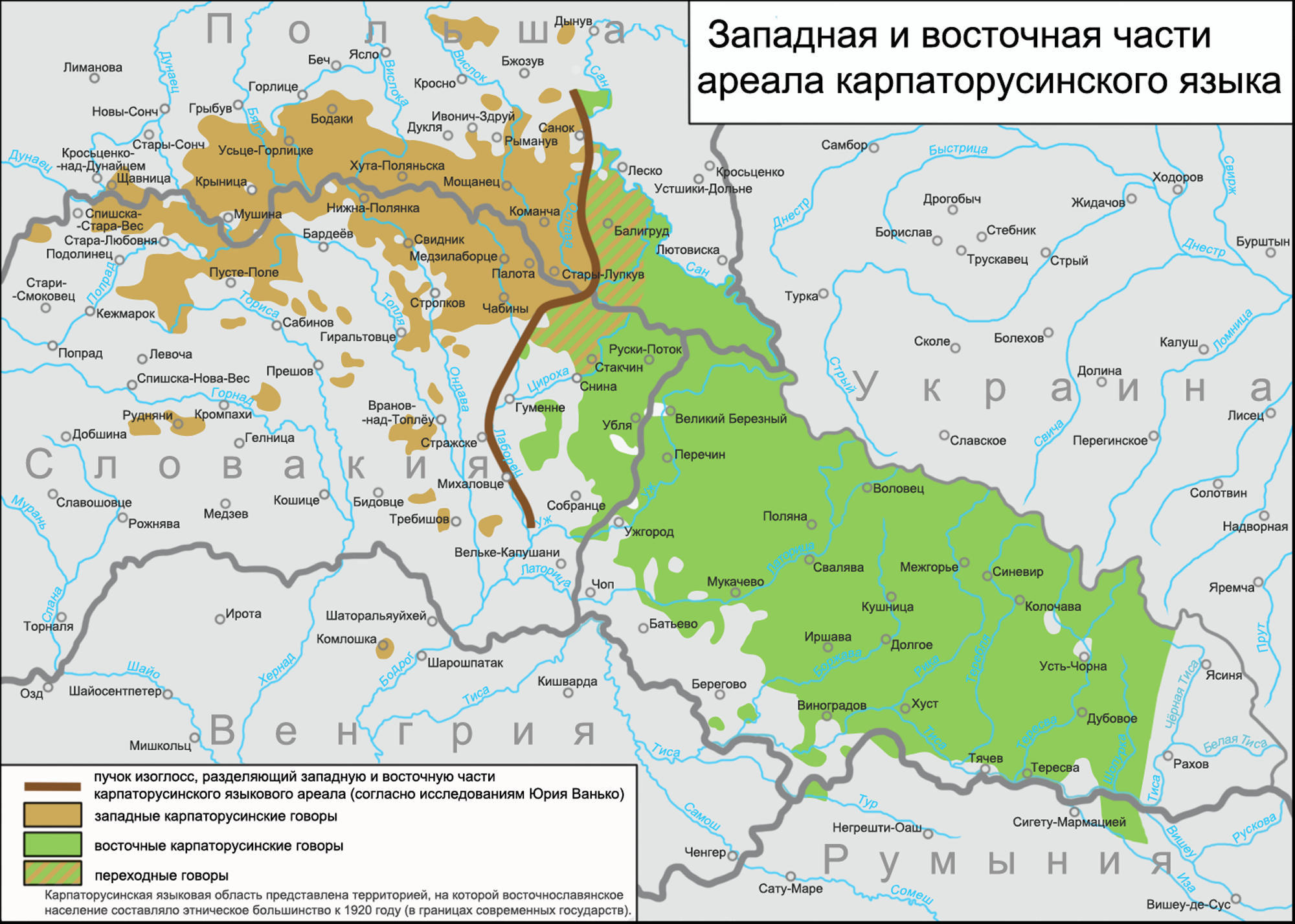
Восточные говоры на карте карпаторусинского языкового ареала (от западных отделены пучком изоглосс, в который входит изоглосса различия по типу ударения)

Восто́чные карпаторуси́нские го́воры (также восточные карпаторусинские диалекты; русин. выходны карпатьскы русиньскы говори, выходны карпатьскы русиньскы діалекты) — одна из двух основных групп говоров, образующих диалектный ареал карпаторусинского языка. Отличается от группы западных карпаторусинских говоров на всех уровнях языка — по фонетическим, морфологическим, синтаксическим и лексическим признакам. Занимает восточную часть карпаторусинского ареала,  расположенного на территории Закарпатской области Украины и частично в соседних с ней районах Словакии и Румынии. По занимаемому ареалу и числу носителей группа восточных карпаторусинских говоров является более крупной и многочисленной, чем западная группа.
В традициях украинского языкознания на территории восточной части карпаторусинского ареала примерно в тех же границах выделяется ареал закарпатских говоров и частично периферийные районы ареала бойковских говоров карпатской группы юго-западного наречия украинского языка.
Для восточных карпаторусинских говоров характерны такие фонетические явления, как распространение на месте гласной *о в новозакрытом слоге континуантов у и ÿ (кунь, кÿнь «конь»); случаи отсутствия результатов второй палатализации в формах имён существительных мужского рода именительного падежа множественного числа с основой на заднеязычные к, ґ, г, х: парібки, слуги; отсутствие перехода палатализованных согласных с’, з’, ц’, д͡з’ в палатальные; наличие свободного (разноместного) ударения и т. д. К морфологическим особенностям восточных карпаторусинских говоров относят распространение окончания -ов ([оў]) у имён и местоимений женского рода в форме творительного падежа единственного числа: за тов новов дорогов «за той новой дорогой»; наличие окончаний форм глаголов 3-го лица настоящего времени в основном с мягкой согласной -т’ (ходит’ «ходит», ходят’ «ходят»); распространение форм глаголов будущего составного времени единственного числа, образуемых при помощи личных форм глагола быти «быть» и инфинитива основного глагола (буду робити «буду делать», будеш робити «будешь делать») и т. д. В области синтаксиса отмечается использование посессивных конструкций типа У ня є єден/один сын «У меня (есть) один сын», У ниї ниє хыжі «У неё нет дома». Наиболее ярким отличием в области лексики является заимствование слов в сфере политики, науки, культуры и т. п. из венгерского языка (до Второй мировой войны) и украинского и русского языков (после Второй мировой войны). Часто восточные русинские диалектные особенности, отличные от западных, представляют собой архаичные восточнославянские черты. 
В восточном карпаторусинском ареале выделяют (в разных классификациях) мармарошские (а также южномармарошские и северномармарошские), бережские (или боржавские), ужские, восточноземплинские и верховинские говоры.
В настоящее время на Украине отмечаются попытки формирования закарпатской литературной нормы на базе восточных карпаторусинских говоров в разных вариантах, в которых учитываются признаки трёх основных закарпатских диалектных ареалов — ужского, бережского и мармарошского.

## Классификация

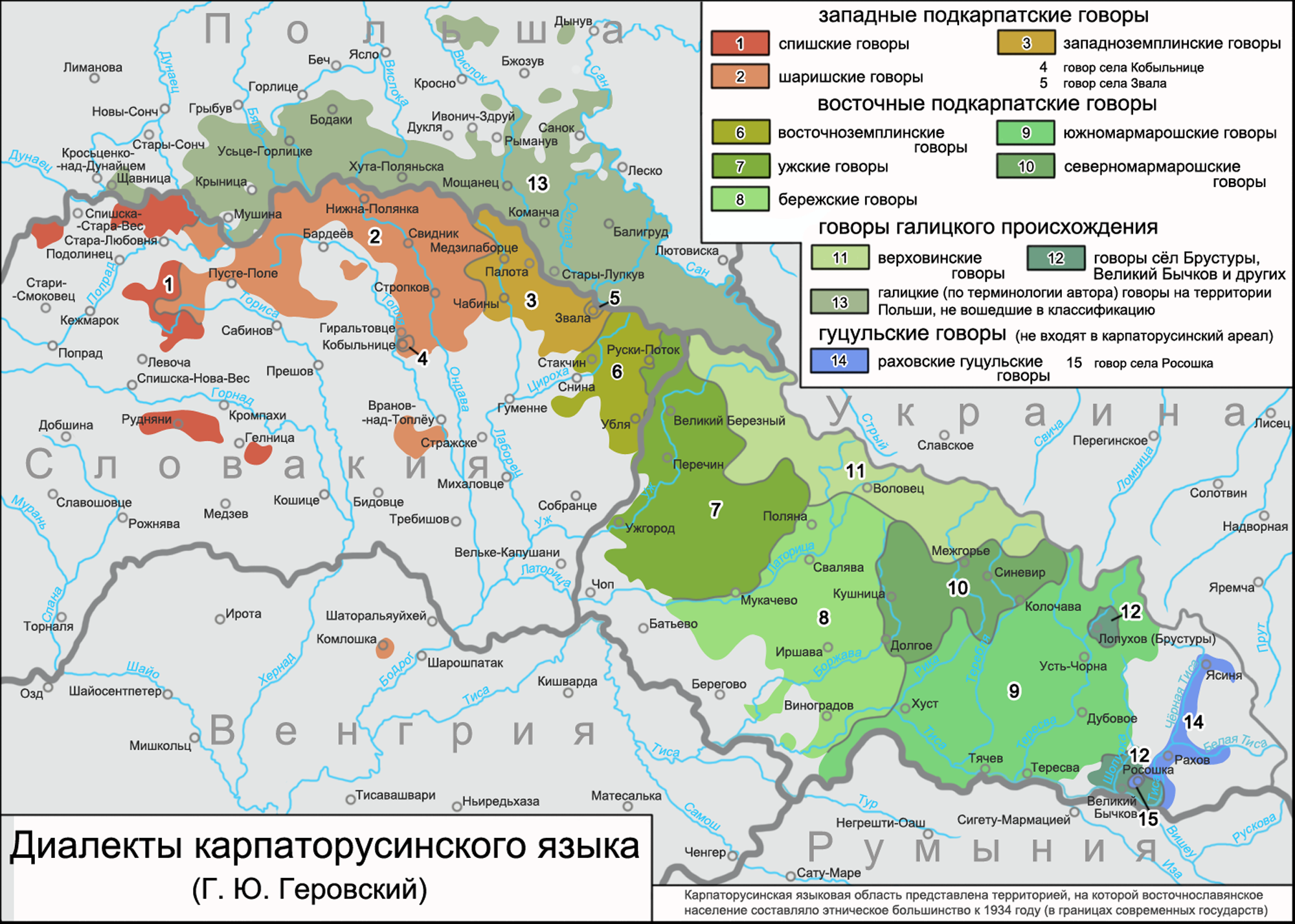
Группы говоров восточного карпаторусинского ареала на карте диалектов карпаторусинского языка, составленной Г. Ю. Геровским

Известны две классификации восточных карпаторусинских говоров. Одна из них составлена в первой половине XX века Г. Ю. Геровским, выделившим в восточной части диалектного ареала Подкарпатской Руси следующие говоры:
- южномармарошские говоры;
- бережские говоры;
- северномармарошские говоры;
- ужские говоры;
- восточноземплинские говоры (переходные от восточных к западным).

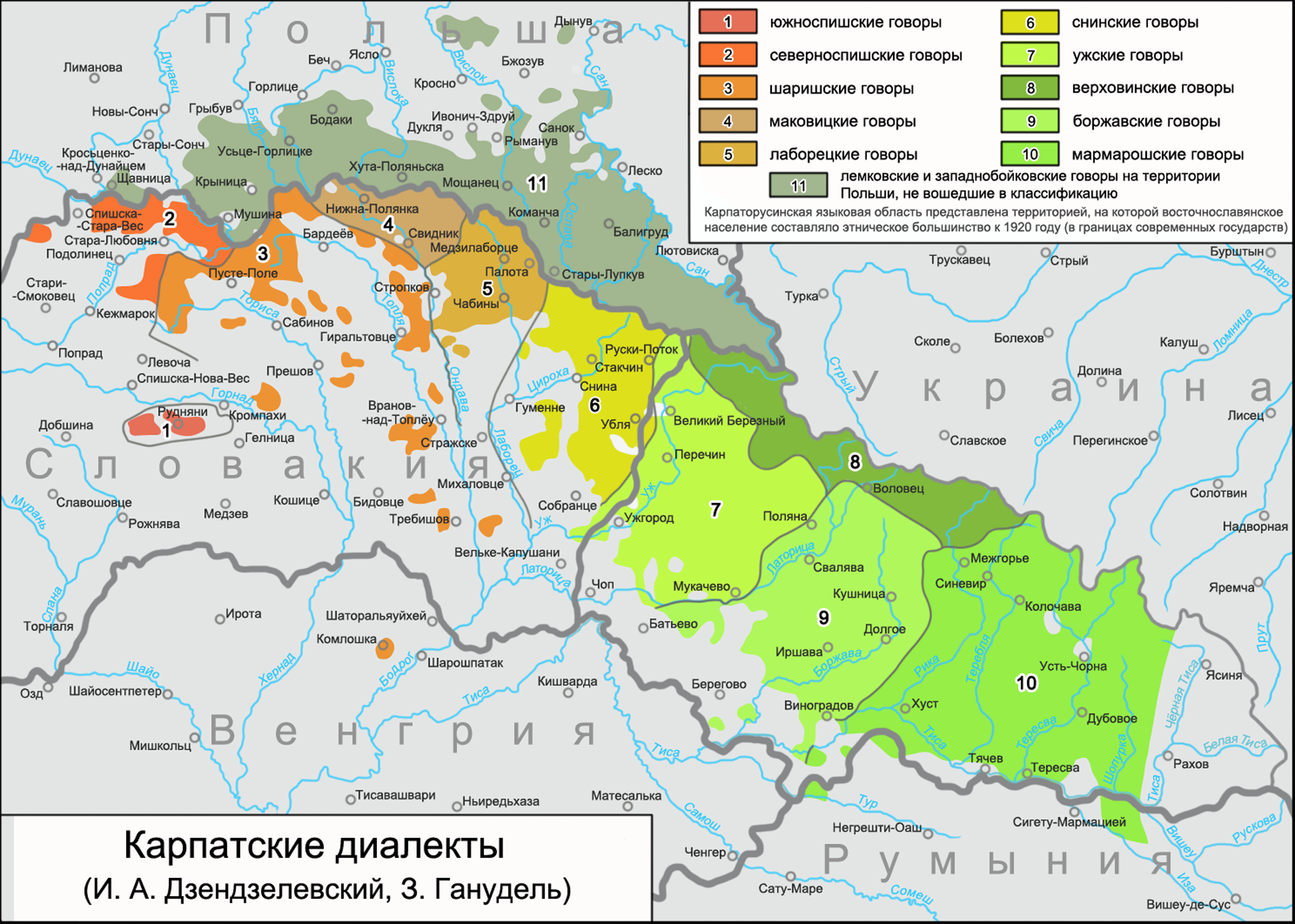
Восточные говоры карпаторусинского языка — согласно классификациям И. А. Дзендзелевского (говоры на Украине) и Ганудель, Зузанна (говоры в Словакии)

Во второй классификации восточных карпаторусинских (украинских — в понимании автора) говоров на территории Закарпатской области Украины, составленной И. О. Дзендзелевским, выделены четыре диалектных ареала:
- мармарошские говоры (в междуречье Шопурки и Рики);
- боржавские говоры (в междуречье Рики и Латорицы);
- ужские говоры (в междуречье Латорицы и Ужа), в которых отмечаются элементы соседних бойковских и лемковских говоров;
- верховинские говоры (в разных частях бывших Великоберезнянского, Воловецкого и Межгорского районов), которые близки расположенным к северу от Карпатского хребта бойковским говорам и расположенным к западу лемковским говорам.

Словацкая исследовательница З. Ганудель, составившая классификацию карпаторусинских (украинских — в понимании автора) говоров на территории Словакии, выделила в районе крайне западного ареала восточных карпаторусинских говоров и в ареале переходных говоров от восточных к западным группу снинских говоров.

## Диалектные особенности

### Фонетика и фонология

#### Вокализм

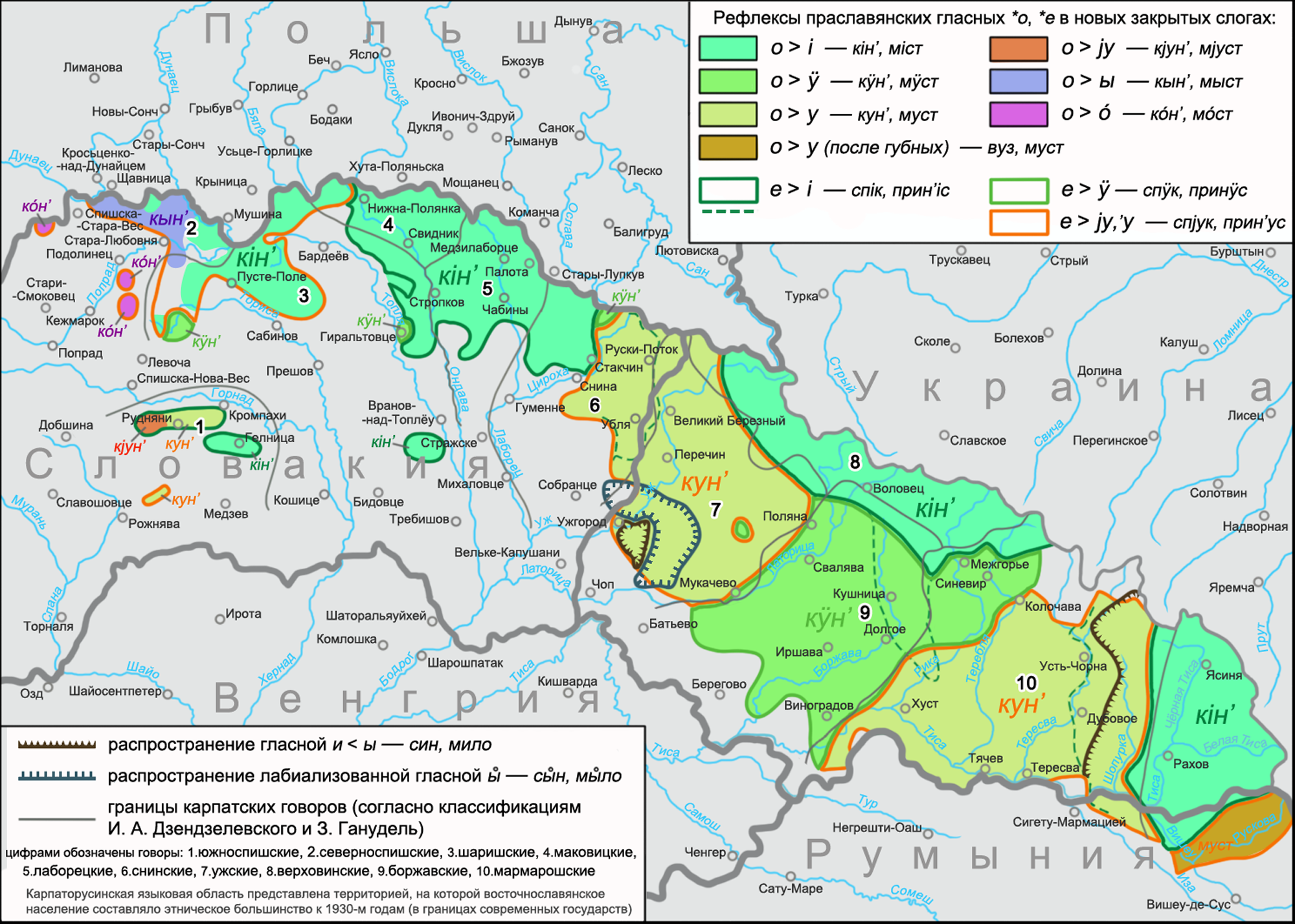
Рефлексы праславянских гласных *о, *е в новых закрытых слогах и другие фонетические явления в ареале восточных карпаторусинских говоров

В области вокализма восточный карпаторусинский ареал выделяется преимущественным распространением на месте праславянских *о, *е в новых закрытых слогах гласных у и ÿ: кунь «конь», прин'ус «принëс»; кÿнь, принÿс. Незначительную часть ареала на севере занимает область распространения рефлекса i: кінь, приніс. Рефлекс i повсеместно распространëн в западных карпаторусинских говорах (прежде всего на месте *о), а также в украинском литературном языке и в большинстве украинских говоров. Для восточных карпаторусинских говоров различие в рефлексах праславянских *о, *е является одним из главных признаков диалектной дифференциации: в западной области рефлекса у выделяют ужские говоры, в восточной области рефлекса у выделяют мармарошские говоры, в области рефлекса ÿ выделяют бережские (боржавские) говоры, в области рефлекса і выделяют верховинские говоры.

### Морфология

#### Имена и местоимение
Среди морфологических особенностей восточных карпаторусинских говоров в области имëн и местоимений отмечают такие, как:

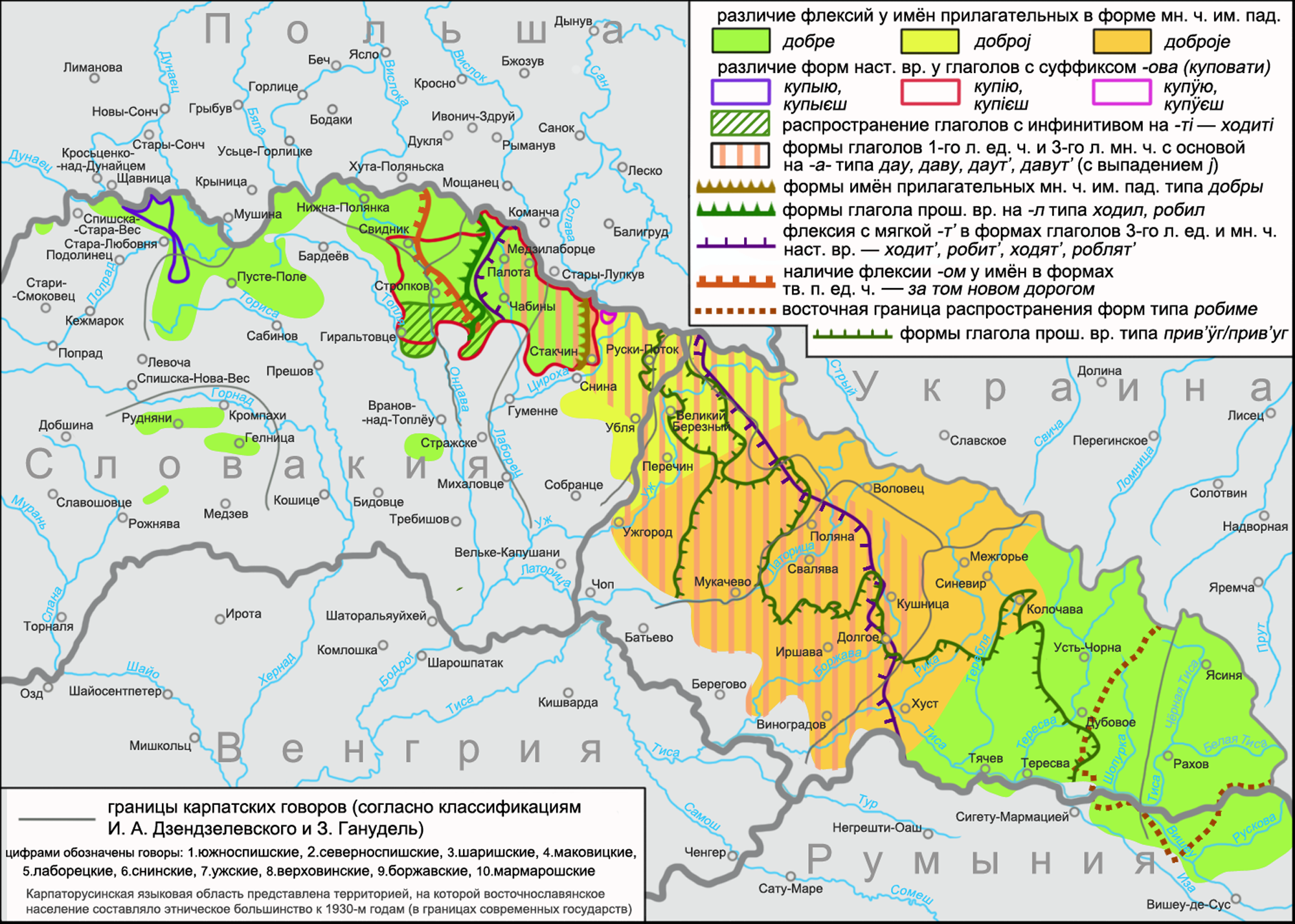
Ареалы морфологических диалектных явлений в восточных карпаторусинских говорах

- использование в говорах на территории от реки Цирохи до восточной границы карпаторусинского этнолингвистического ареала флексии -и у имëн существительных среднего рода с суффиксом -ат в форме дательного падежа единственного числа (теляти, мачати), противопоставленное использованию в западных карпаторусинских говорах в этих же формах флексии -у (теляту, мачату);
- преимущественное распространение флексии -и у имëн существительных мужского рода в форме именительного падежа множественного числа, образованных с помощью суффикса -ар': коняри, воляри, рыбари, в то время как в говорах западного ареала в этих формах используется флексия -е: коняре;
- отсутствие контракции гласных в группе -оє [оjе] во флексиях имён прилагательных среднего рода в форме именительного падежа единственного числа: доброє (добр[оjе]) «хорошее», синьоє (син'[оjе]) «синее»; в западном карпаторусинском ареале в указанных формах произошло выпадение -j- и контракция гласных: добре, синє[22];
- наличие окончания -і у имëн прилагательных в форме именительного падежа множественного числа: чорні барани, прекрасні горы, противопоставленного окончанию -ы в западных говорах: ліпшы люде, чорны хмары[23];
- отсутствие характерных для западных карпаторусинских говоров имëн числительных типа двоми/двоме, трëми/трëме, употребляемых только с лично-мужскими формами имëн существительных: двоми хлопи, трëми прінцове;
- отсутствие энклитик личных местоимений, распространённых в говорах западного ареала, типа мі, ті, му, ї, ня, тя, ся/са/ш'а и т. п.;
- различение форм творительного и местного падежей единственного числа имён прилагательных и других частей речи с адъективным типом склонения мужского и среднего рода: з тым добрым «с тем хорошим», на тому доброму «на том хорошем», противопоставленное совпадению этих форм в западных говорах: з тым добрым, на тым  добрым;
- наличие у частей речи с адъективным типом склонения женского рода в форме родительного падежа единственного числа окончаний без контракции: до мой[ейі] добр[ойі] сусіди, одн[ойі] стар[ойі] бабы; в западных говорах отмечаются формы с контракцией в окончаниях: до мойой доброй сусіды, той єдной старой бабы;
- наличие окончания -[оў] (на письме — -ов) у имён существительных, прилагательных, числительных и местоимений с адъективным типом склонения женского рода в форме творительного падежа единственного числа: с тов добров сусідов «с той хорошей соседкой», за тов новов дорогов «за той новой дорогой», с мойов третьов камаратков «с моей третьей подружкой» (данное явление отмечается на территории от долины реки Лаборец до восточных границ русинской этнолингвистической территории); в западных карпаторусинских говорах в данных формах выступает флексия -ом: с том добром сусідом, за том новом дорогом, с мойом третьом камаратком;

#### Глагол
К особенностям глагольной системы восточных говоров карпаторусинского языка относят такие диалектные признаки, как:
- наличие флексии с мягкой согласной т’ в формах глаголов 3-го лица единственного и множественного числа настоящего времени (с небольшим числом исключений): ходит’ «ходит» — ходят’ «ходят», робит’ «делает» — робят’/роблят’ «делают», сидит’ «сидит» — сидят’ «сидят»; в западном ареале этим формам противопоставлены формы с твёрдой согласной т в окончании (возможно, отражающие восточнословацкое влияние): ходит — ходят, робит — робят, сидит — сидят; указанное явление входит в основной пучок изоглосс, разделяющий карпаторусинский диалектный массив на два основных ареала, и отосится к одним из важнейших морфологических различий, характеризующих эти ареалы; глаголы с мягкой т’ во флексиях приняты за норму в пряшевском литературном стандарте, глаголы с твёрдой т — в лемковском литературном стандарте[25];
- наличие в формах глаголов 1-го лица единственного числа настоящего времени преимущественно флексии -у (читаю [читаjу] «читаю», слухаю [слухаjу] «слушаю», как и в украинском и других восточнославянских языках) в отличие от западных карпаторусинских говоров, для которых наряду с -у характерна флексия -м (у глаголов с основой на -а-, как и в западнославянских языках): чітам, слухам; формы с флексией -м являются нормой как пряшевском литературном языке (чітам), так и в лемковском литературном языке (чытам)[26][27];
- употребление в формах глаголов 3-го лица единственного числа настоящего времени типа чітати «читать», слухати «слушать» флексии -т’ (с выпадением -j- и стяжением гласных) наряду с нулевой флексией (с сохранением -j-): чітать и чітає «читает», слухать и слухає «слушает»; формы с нулевыми флексиями характерны для украинского языка, в западных карпаторусинских говорах в этих формах возможна только флексия -т: чітат, слухат;
- распространение форм настоящего времени с суффиксом -ую от глаголов с суффиксом -ува/-ова в инфинитиве: купувати/куповати «покупать» — купую «покупаю», купуєш «покупаешь», купує «покупает»; голодувати/голодовати «голодать» — голодую «голодаю»; штудувати/штудовати «учить» — штудую «учу»; в западных карпаторусинских говорах распространены формы глаголов с суффиксом -ію: купію, купієш, купіє;
- распространение в основной форме прошедшего времени глаголов мужского рода единственного числа суффиксов с неслоговой ў (в другом обозначении — u̯, на письме — в): ходив «ходил», робив «делал», спав «спал»; в западном карпаторусинском ареале отмечаются суффиксы с согласной л, что, возможно, отражает влияние соседних восточнословацких говоров: ходил, робил, спал; глаголы прошедшего времени с неслоговой ў в суффиксе (ходив, робив) входят в пряшевскую литературную норму, глаголы с согласной л в суффиксе (ходил, робил) — в лемковскую[25];
- распространение составных форм будущего времени глаголов несовершенного вида единственного числа, образуемых только одним способом: при помощи личных форм вспомогательного глагола быти и инфинитива основного глагола (буду робити «буду делать», буду слухати «буду слушать», будеш робити «будешь делать», будеш слухати «будешь слушать»); в западном ареале карпаторусинского языка встречаются две формы аналитического будущего времени: первая образуется, как и в восточных говорах, при помощи личных форм вспомогательного глагола быти и инфинитива основного глагола (буду робити, будеш робити), вторая (более распространëнная) — при помощи личных форм вспомогательного глагола быти и  l-причастий основного глагола (буду робил, будеш робил); формы множественного числа образуются во всех карпаторусинских говорах только при помощи форм глагола быти и инфинитива основного глагола (будеме робити «будем делать», будеме слухати «будем слушать»); в пряшевско-русинском языке за норму принят один тип будущего составного времени по восточному варианту (буду чiтати и будеме чiтати), два типа составной формы будущего времени по западному варианту приняты за норму в лемковском языке (буду чытал и будеме чытати)[28][29].

#### Синтаксис
Среди особенностей в области синтаксиса в восточном карпаторусинском ареале отмечаются такие явления, как:
- наличие часто встречающихся посессивных конструкций типа У мене є єден/один сын «У меня (есть) один сын», У нашого кума є дівка, У неї не є хыжі «У неё нет дома», в которых используются имена существительные или местоимения, называющие обладателя, в форме родительного падежа с предлогом у и личные формы глагола-связки быти «быть», как и, например, в украинском языке: У неї нема хати «У неё нет дома», У сусіда великий сад «У соседа большой сад»; в западных карпаторусинских говорах для выражения посессивности в подобных случаях используются конструкции с именем существительным или местоимением, называющим обладателя, в форме именительного падежа и с личной формой глагола мати «иметь» типа Мам єдного сына «У меня (есть) один сын», Сусід мат велику загороду «У соседа большой сад», Она не мат хыжу «У неё нет дома»;
- использование конструкций с формами родительного падежа, предлогом в/у и глаголами со значением отчуждения: Волы в нього забере; схожие конструкции характерны для украинского языка: Він у нього вкрав коня «Он у него украл коня»; в западных говорах на месте таких конструкций используются беспредложные конструкции с формами дательного падежа incommodi типа Взяли му землі «У него взяли землю», Фкрали му коня «У него украли коня»;
- использование для выражения направления к какому-либо объекту (предмету или лицу) конструкций с предлогами ид, ід, уд и формами дательного падежа или с предлогом до и формами родительного падежа: Доходит ид тому ведьмакови, А він прикладав ухо ид земли «А он прикладывал к земле ухо», Іди до сусіда «Иди к соседу»; в западных говорах в этом случае используются конструкции с предлогом ґу/ку и формами дательного падежа: Иду ґу столу «Иду к столу», Иду ґу камаратови «Иду к товарищу», указанные конструкции западных говоров схожи со словацкими: Idem k stolu;
- использование для выражения направления в какой-либо объект конструкций с предлогом в/у и формами винительного падежа: Пішов у поле «Пошёл в поле», Вернувся в Хуст «Вернулся в Хуст», Иду в село «Иду в село»; в западных говорах в этих целях используется либо конструкция с предлогом до и формами родительного падежа (Вошол до хыжы «Вошёл в дом», Иду до школы «Иду в школу» — в словацком Idem do školy), либо конструкция с предлогом на и формами винительного падежа (Пришли на поле «Пришли на поле»);
- выражение делиберативного объекта после глаголов типа думати, забыти, говорити, співати, знати ся при помощи конструкции с предлогом за и формами винительного падежа (Співали за ню, Думав за зимлю, а за волы забыв) или с предлогом про и формами винительного падежа (Буду про вас говорити, Про дівча я думаю); в западных говорах используются схожие с конструкциями словацкого языка конструкции с предлогом о и формами местного падежа (''Я о тым ніч не знам) и конструкции с предлогом на и формами винительного падежа (после глаголов думати, забыти ся: Але она на нього не забыла);
- преимущественное употребление для выражения пространственных, причинных и временных отношений конструкции с предлогом через и формами винительного падежа (Кунь скочив через штахетки; Дві ночі не спала через нього; Через рік приходят), противопоставленное употреблению в западных говорах конструкций с предлогами през, про, о и формами винительного падежа: През зиму не было роботы; Цалу ніч про нього не спала; Верну ся о рік.